# مرسيدس بنز دبليو 222
- مرسيدس بنز الفئة إس دبليو 221  [لغات أخرى]‏
- مايباخ 57 و62

مرسيدس-بنز دبليو 222 (بالألمانية: Mercedes-Benz Baureihe 222) و(بالإنجليزية: Mercedes-Benz W222)‏، هي الإصدار العاشر من الفئة الفاخرة إس (بالألمانية: S-Klasse) المُصنعة من شركة مرسيدس-بنز. يُنتج هذا الإصدار منذ عام 2013 وهو خليفة للإصدار مرسيدس بنز دبليو 221. تم تصميم W222 خلال عام 2009. التصميم الأصلي للسيارة أُقترح من قبل المصمم الكوري Il-hun Yoon، الذي استوحاه من تصميم سيارة مرسيدس-بنز F700. تم تطوير التصميم الخارجي من قبل فريق من المصممين تحت إشراف المصمم السلوفيني روبرت ليسنيك. تصميم W222 الخارجي يماثل تصميم الفئة CLA والفئة E ا(W213)ا.
حلت الكوبيه (S-Class (C217 محل السيارة (S-Class (C216 في أواخر صيف عام 2014 وتم تسويقها على أنها الفئة S كوبيه. في شباط 2015 تم إصدار مرسيدس-مايباخ S400 (في الصين وروسيا)، S500 و S600، بالإضافة إلى إصدار موسع آخر (X222). في بداية عام 2016 تم طرح سيارة مرسيدس-مايباخ S600 بولمان (VV222)، وهي سيارة بولمان ليموزين بطول 6.50 م.

## الطِرازات

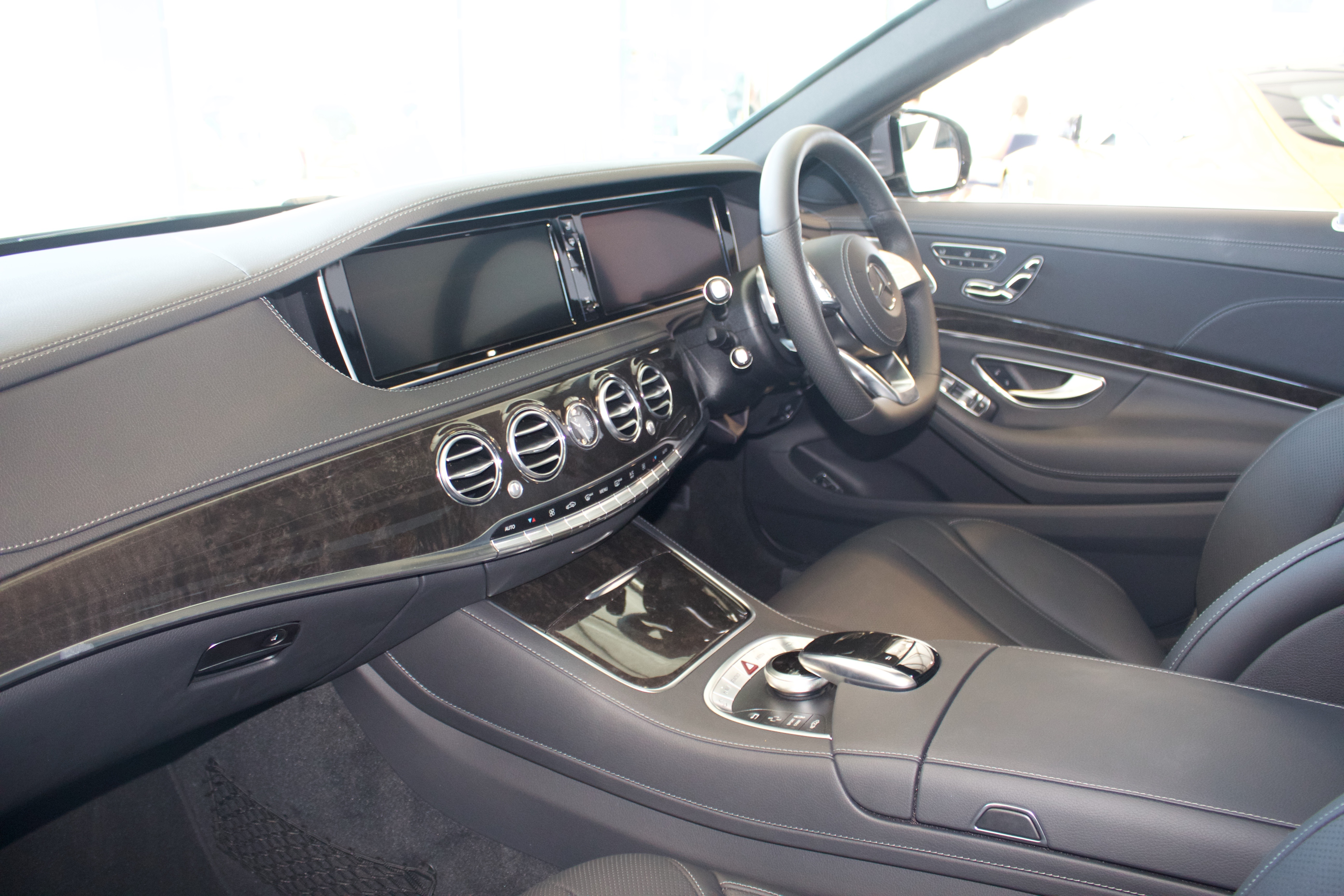
من الداخل

### S 65 AMG (2014–)

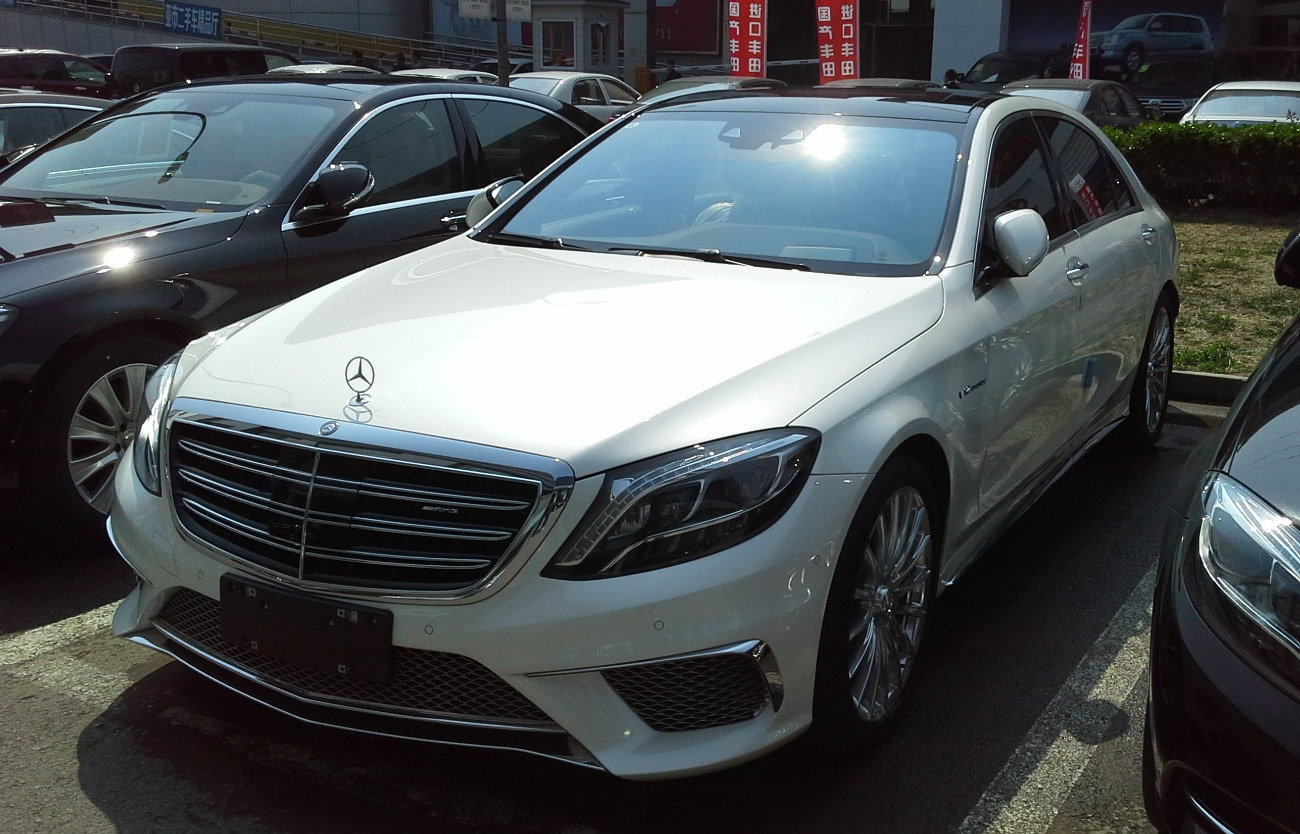
مرسيدس بنز S 65 AMG (W222)

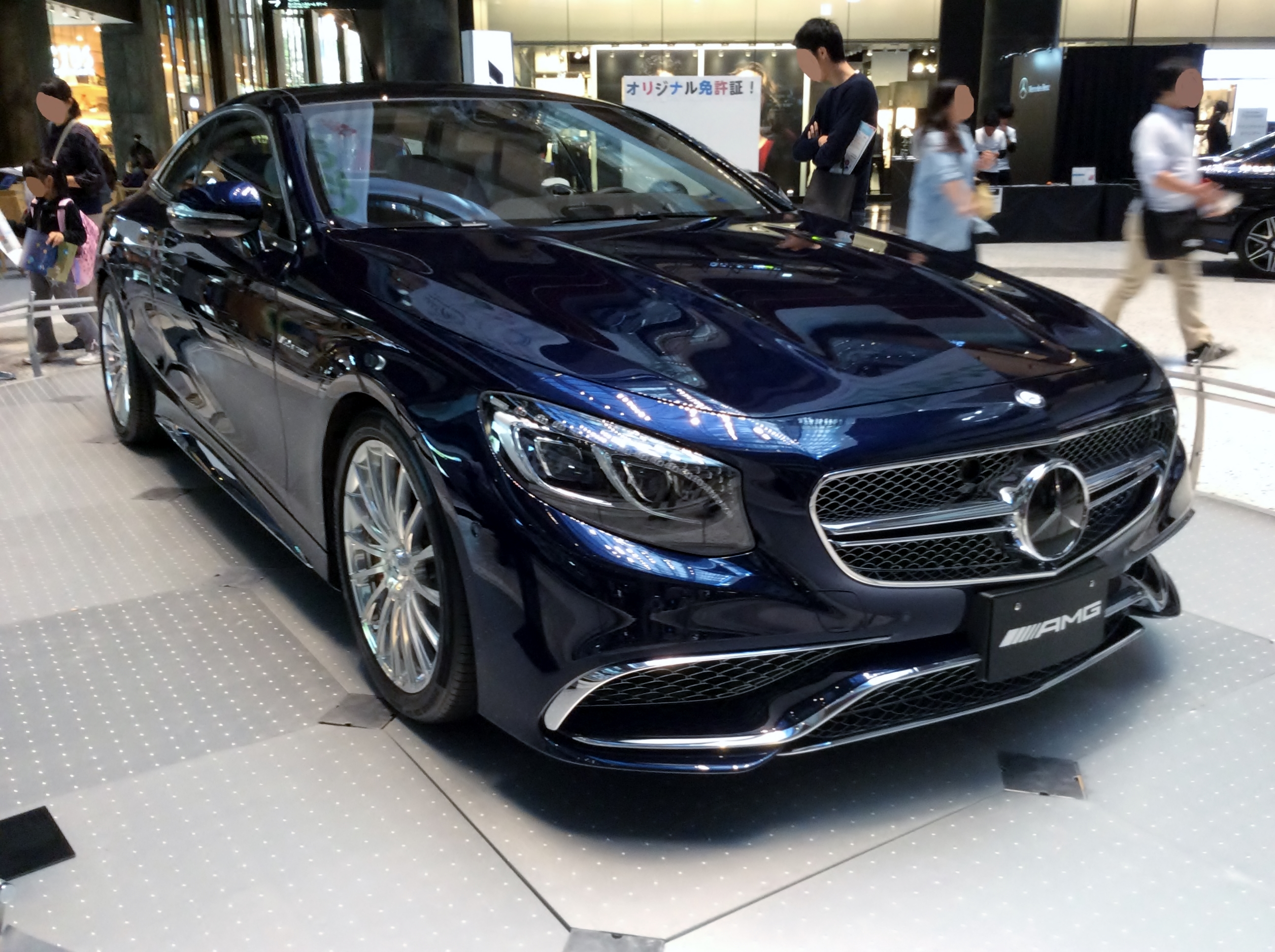
مرسيدس بنز S 65 AMG (C217)

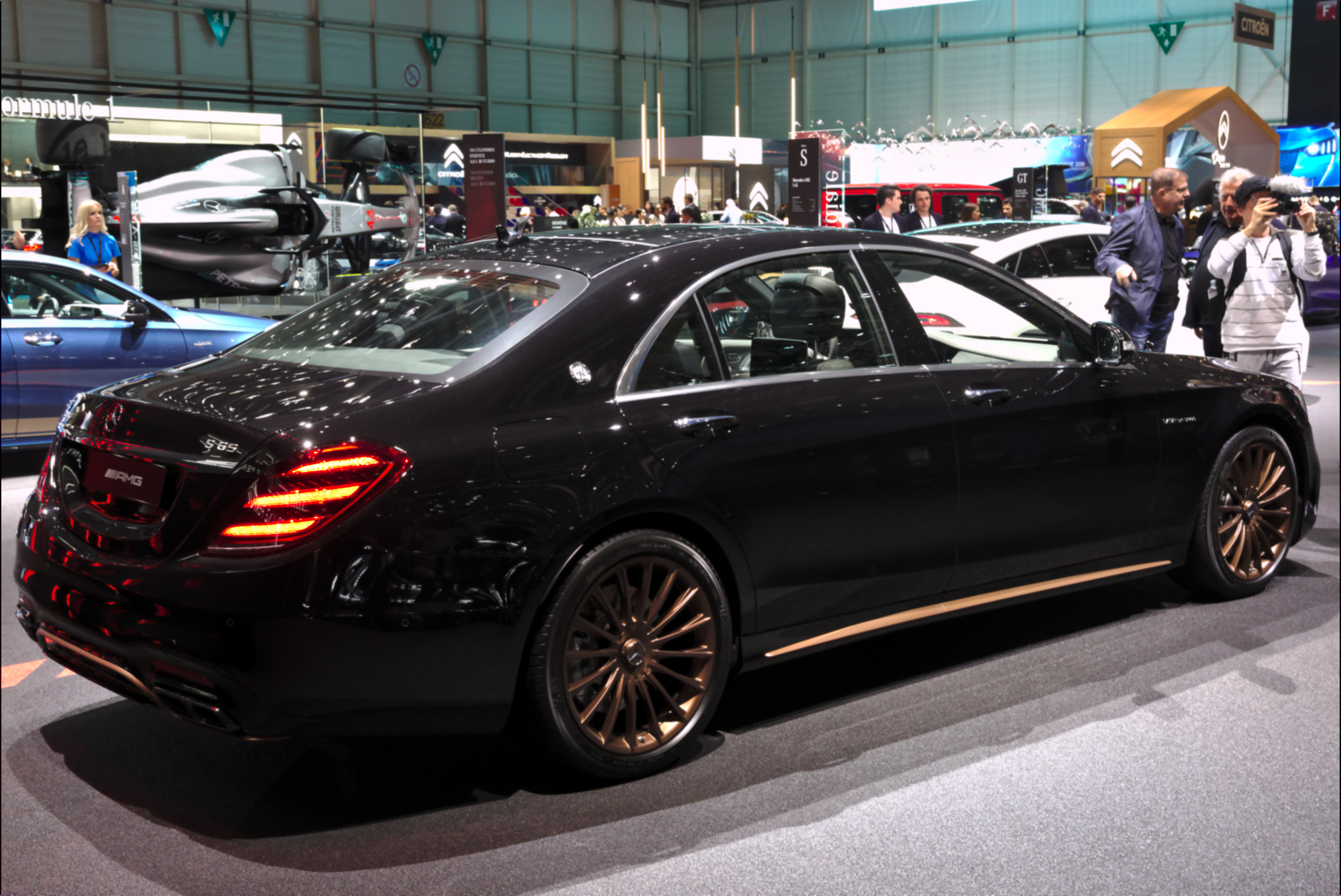
مرسيدس AMG S 65 Final Edition (W222)

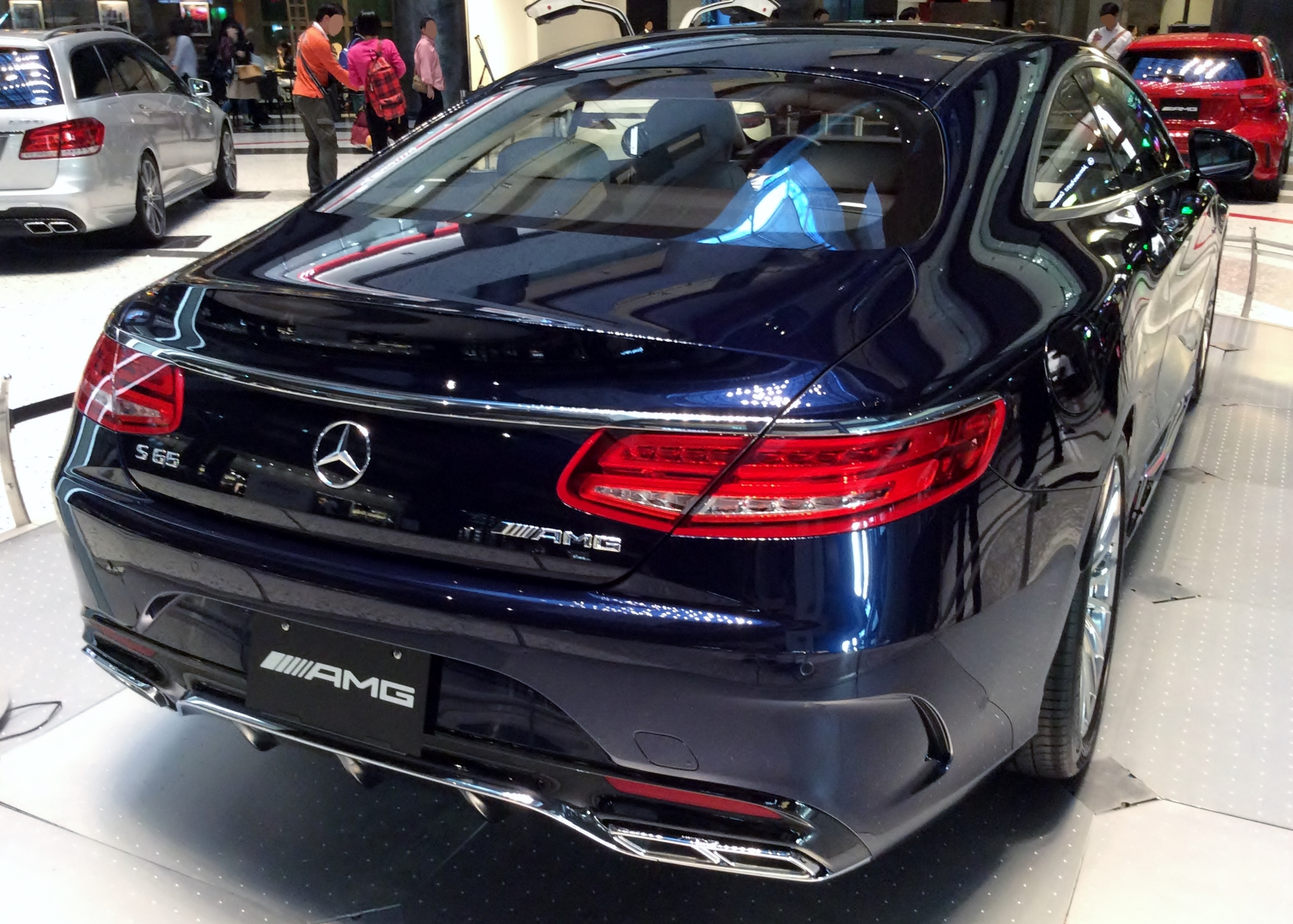
مرسيدس بنز S 65 AMG (C217)

### S 500 e (2014–)

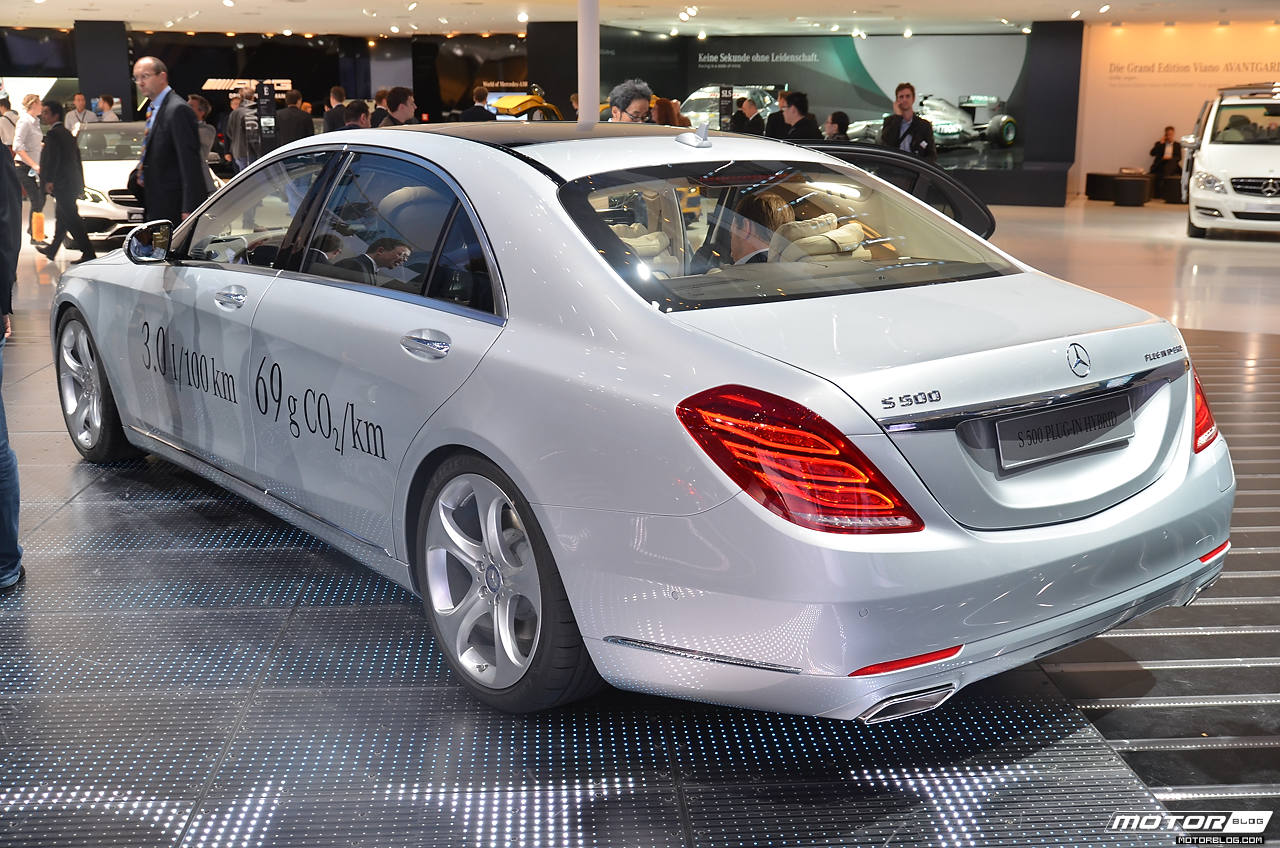
S 500 e هجينة قابلة للشحن الخارجي